# Sankt Pauls Kirke (København)
 For alternative betydninger, se Sankt Pauls Kirke. (Se også artikler, som begynder med Sankt Pauls Kirke)
Sankt Pauls Kirke ligger i Sankt Pauls Sogn i Københavns Kommune, i Gernersgade ved Nyboder.

## Historie
Kirken blev bygget 1872-1877 på en grund skænket af staten. Kirkens arkitekt var J.E. Gnudtzmann. Kirkens dekoration er udført af Johan N. Schrøder. Pengene til opførelsen kom dels fra kommunen, dels fra kirken, dels fra frivillige bidrag.
Kirken undergik i 1888 en omfattende reparation og i 1896 blev spiret restaureret.
I 2012 var kirken en af 16 kirker, som Københavns Stiftsråd anbefalede at lukke, men den endte med at blive bevaret som kirke.

## Udseende og indretning
Kirken er bygget på en granitsokkel af røde mursten i lombardisk stil og deler sig i tre dele: et forparti mod syd bestående af tårnet, med muret spir, med hovedindgang og forstue, og på siderne to udbygninger, der danner forrum foran sideskibene, og som hver har sin egen indgang; dernæst kirkeskibet opført med mure, som hviler på slanke, polerede granitsøjler med kapitæler og fodstykker af kalksten og inddelt i et midtskib med fladt dekoreret loft og to sideskibe, ligeledes med fladt Loft. Over søjlerækken i midtskibet en frise med ornamenter. Skibet oplyses ved vinduer i sideskibene og i midtskibet, sidstnævnte grupperede to og to. Endelig et korparti bestående af selve kirkekoret med stor halvrund apsis, der udvendig fremstår som to stokværk med et mindre, åbent søjleparti, og på siderne har to udbygninger, der fungerer som sakristier. Koret har en korbue mod skibet og dekorerede hvælvinger. Over sakristierne er der gallerier. Bag apsis er der nogle mindre Rum, og under koret en kælder og ligrum.

## Interiør
Alteret, opført af træ, har et i 1888 opstillet forgyldt krucifiks, i sin tid skænket af sognepræst Chr. Møller; det tidligere alterbillede, der viser Mariæ Bebudelse, hænger i kirken.
Prædikestolen, ligeledes opført af træ, er skænket af stiftsprovst Rothe.
Døbefonten er af hvidt marmor.
Hovedorglet er placeret over forhallen. Det har 42 stemmer og 3126 piber fordelt på 3 manualer og pedal. Oprindeligt på 20 stemmer, bygget af Daniel Köhne i 1878 og ombygget og udvidet til dets nuværende størrelse af I. Starup & Søn i hhv. 1926 og 1938. Derudover finders der et kororgel på 5 stemmer bygget af den hollandske orgelbygger Henk Klops i 2000.
I kirken findes desuden et antikt, udskåret egetræsbillede, der viser Korsfæstelsen, og som blev skænket af justitsråd F.S. Bang. og i det ene sakristi hænger to mindre malerier, der viser henholdsvis Korsfæstelsen og Nedtagelsen af Korset.

## Omgivelser
Kirken har været omgivet af et jerngitter.

## Præst
Kathrine Lilleør er sognepræst ved kirken.

## Organist
Frederik Magle er organist ved kirken siden 2017.

## Eksterne kilder og henvisninger
- Wikimedia Commons har flere filer relateret til Sankt Pauls Kirke (København)
- Sankt Pauls Kirke hos KortTilKirken.dk